# Baky
Baptista Lugendy St-Hubert, né le 6 mai 1991, plus connu sous son nom de scène Baky Popilè, est un chanteur et rappeur-compositeur haïtien Originaire du Sud d'Haïti, plus précisément de la ville de (Les Cayes), Il a été élevé dans une famille musicale qui lui a légué le sens du rythme. Il est auteur de nombreux grands titres tels que SIKATRIS et KOUPAB et est acclamé par la critique comme l'un des plus grands rappeurs de sa génération.

## Biographie
Doté d'un flow d'une technique exceptionnelle[non neutre], Baky se retrouve rapidement sur des projets d'envergure,. Ainsi, après ses premiers pas dans le rap, « Paskem Se Ayisyen » sur lequel il laissera son empreinte. Sa première chanson a été écrite dans une circonstance très particulière. Baky voulait poursuivre ses études en République dominicaine après avoir obtenu son diplôme d'études secondaires,. Après avoir entendu parler des conditions de vie de certains haïtiens (voir leur mort brutale) là-bas, sa mère inquiète, a mis fin à ne pas recevoir sa demande. Baky se sentit rempli de sentiments de colère et de frustration extrêmes qu'il canalisa sur le papier,.
À la suite d'un retour très positif du public envers sa chanson, un remix est rapidement sorti. Lorsque ce remix est sorti en collaboration avec plusieurs artistes rap Kreyol; Dug-G, Wendyyy, K-Lib, Rhéal Adolphe et Vanessa Désiré. À ce stade, Baky n'a pas encore d'album, mais commence immédiatement à travailler sur un projet pour étendre sa réputation et souhaite apporter du bon rap à la communauté haïtienne.

## Carrière
Malgré une année 2012 fructueuse, pleine de succès pour sa jeune carrière, Baky reste humble et reconnaissant. Au fil des ans, il a reçu de nombreuses marques d'appréciation et de distinctions pour son style saisissant et sa sincérité. Tout ce qu'il veut, c'est que Dieu le soutienne dans cette aventure dans le monde musical.
Avance rapide jusqu'en 2019 et réfléchissant à ses réalisations passées, BAKY a sorti son dernier album Echec Et Mat en 2018. Il a parcouru le monde en tournée et en promotion de son précédent album Fos Yon Black sorti en 2014.